# Апліт
Аплі́т (грец. απλους — простий)) — лейкократова жильна магматична гірська порода, бідна слюдою та ін. кольоровими мінералами. Розрізнюють гранітні, діоритові, сієнітові, інші апліти. Найбільш розповсюджені гранітні апліти, що складаються з кварця, лужних польових шпатів і кислого плагіоклазу. Структура аплітів дрібнозерниста. Мінеральні зерна не мають правильних контурів. Колір світло-сірий, світло-рожевий, жовтуватий. Густина 2,5—2,7. Апліти використовуються в скляній промисловості, а також як сировина для щебеню. Найбільше родовище аплітів — в США (Пайн-Рівер, штат Вірджинія).
Апліт — магматична жильна дрібнозерниста порода, що складається винятково з світлозабарвлених мінералів того ж складу, що й глибинна порода, з якою пов'язаний апліт. Здебільшого пов'язаний з гранітом, хоч може зустрічатися з діоритом (діоритовий апліт), сієнітом (сієнітовий апліт).